# Jean-Marie Léon Dufour
Jean-Marie Léon Dufour (Saint-Sever, 10 aprile 1780 – Saint-Sever, 18 aprile 1865) è stato un medico e naturalista francese.

## Biografia
Dal 1799 al 1806 studiò medicina a Parigi. In quel periodo fu amico di Jean Baptiste Bory de Saint-Vincent (1778-1846)  e controllò la stampa del suo Voyage dans les quatre principales îles des mers d'Afrique. L'autore, per gratitudine, nella prefazione affermò che lo zelo del giovane Dufour nelle scienze naturali: «...promette a queste discipline uno dei maggiori esponenti».
Qualche tempo dopo, Dufour partecipò, come medico, alla campagna militare di Spagna, dal 1807 al 1814. Terminata la guerra tornò a stabilirsi nella sua città natale nelle Landes.
Nel corso della sua vita Dufour pubblicò 232 saggi sugli artropodi, di cui almeno una ventina dedicati ai ragni. In particolare sono da citare le sue Recherches anatomiques sur les Carabiques et sur plusieurs autres Coléoptères (Parigi, 1824-1826). Uno di questi testi, pubblicato su I comportamenti di un Imenottero cacciatore Buprestes, fu d'ispirazione per Jean-Henri Fabre (1823-1915). I due scienziati ebbero anche una breve corrispondenza.
Nel 1854 fu eletto membro straniero dell'Accademia reale svedese delle scienze.

La Ghiandola di Dufour è stata così chiamata in suo onore.
| Dufour è l'abbreviazione standard utilizzata per le piante descritte da Jean-Marie Léon Dufour. Consulta l'elenco delle piante assegnate a questo autore dall'IPNI. |

| Dufour è l'abbreviazione standard utilizzata per le specie animali descritte da Jean-Marie Léon Dufour. Categoria:Taxa classificati da Jean-Marie Léon Dufour |